# Diestrammena
A Diestrammena a barlangi szöcskefélék rendszertani családjának egyik neme. Az ide tartozó fajok Kelet-Ázsiában őshonosak, de néhány fajt a világ számos országába behurcoltak a növényszállítmányokkal.

## Fajok
A genusba 24 faj tartozik.
Aemodogryllus Adelung, 1902 alnem
- Diestrammena brunneri Adelung, 1902
- Diestrammena davidi Sugimoto & Ichikawa, 2003
- Diestrammena elegantissima Griffini, 1912
- Diestrammena goliath Bey-Bienko, 1929
- Diestrammena hisanorum Sugimoto & Ichikawa, 2003
- Diestrammena itodo Sugimoto & Ichikawa, 2003
- Diestrammena nicolai Gorochov, 2002
- Diestrammena robusta Ander, 1932
- Diestrammena taniusagi Sugimoto & Ichikawa, 2003
- Diestrammena taramensis Sugimoto & Ichikawa, 2003
- Diestrammena tsushimensis Storozhenko, 1990
- Diestrammena yakumontana Sugimoto & Ichikawa, 2003

Diestrammena Brunner von Wattenwyl, 1888 alnem
- Diestrammena annandalel Griffini, 1915
- Diestrammena gigas Sugimoto & Ichikawa, 2003
- Diestrammena griffinii Chopard, 1916
- Diestrammena heinrichi Ramme, 1943
- Diestrammena indica Chopard, 1921
- Diestrammena inexpectata Sugimoto & Ichikawa, 2003
- Diestrammena ingens Karny, 1915
- Diestrammena iriomotensis Gorochov, 2002
- Diestrammena japanica Blatchley, 1920 - típusfaj
- Diestrammena kurilensis Storozhenko, 1990
- Diestrammena palliceps Walker, 1869
- Diestrammena unicolor Brunner von Wattenwyl, 1888

áthelyezve a  Tachycines nembe
- Diestrammena asynamora Adelung, 1902 - üvegházi szöcske
- Diestrammena bifurcata Gorochov, 2010
- Diestrammena caudata Gorochov, Rampini & di Russo, 2006[3]
- Diestrammena crenata di Russo & Rampini, 2005[3]
- Diestrammena ferecaeca Gorochov, Rampini & di Russo, 2006[3]
- Diestrammena improvisa Gorochov, 2010
- Diestrammena kabaki Gorochov, 2010
- Diestrammena omninocaeca Gorochov, Rampini & di Russo, 2006[3]
- Diestrammena ovalilobata Gorochov, 2010
- Diestrammena semicrenata Gorochov, Rampini & di Russo, 2006[3]
- Diestrammena solida Gorochov, Rampini & di Russo, 2006[3]
- Diestrammena tonkinensis Chopard, 1929